# Continental Team Astana
Continental Team Astana is een voormalige-Kazachse wielerploeg. De ploeg kwam uit in de continentale circuits van de UCI, en fungeerde als opleidingsploeg voor het Astana Pro Team, dat in de UCI World Tour rijdt.
Renners die de overstap van het Continental Team naar het Pro Team hebben gemaakt zijn de wereldkampioen bij de beloften Aleksej Loetsenko, Arman Kamysjev en Roeslan Tleoebajev, die alle drie in 2013 naar het Pro Team gaan. Hiervoor in de plaats komen Sergej Renev en Jevgeni Nepomnjasjtsji vanaf het Pro Team naar het Continental Team.
In 2014 werden drie renners van de ploeg betrapt op doping: Ilja Davidenok, Viktor Okisjev en  Artur Fedossejev. Dit zorgde er uiteindelijk voor dat de opleidingsploeg werd opgeheven.

## Samenstellingen

### 2014
| Naam                  | Geboortedatum                | Nationaliteit | Ploeg 2013 |
| --------------------- | ---------------------------- | ------------- | ---------- |
| Galym Akhmetov        | 20 maart 1995                | Kazachstan    | Neo        |
| Machat Ajasbajev      | 27 januari 1992              | Kazachstan    |            |
| Marco Benfatto        | 6 januari 1988               | Italië        |            |
| Schandos Bischigitov  | 10 juni 1991                 | Kazachstan    |            |
| Ilja Davidenok        | 19 april 1992                | Kazachstan    |            |
| Artur Fedossejev      | 29 januari 1994              | Kazachstan    | Neo        |
| Vadim Galeyev         | 7 februari 1992              | Kazachstan    | Neo        |
| Pavel Gatskiy         | 1 januari 1991               | Kazachstan    | Neo        |
| Abdraimschan Ischanov | 20 april 1990                | Kazachstan    |            |
| Bachtijar Koschatajev | 28 maart 1992                | Kazachstan    |            |
| Nurbolat Kulimbetov   | 9 mei 1992                   | Kazachstan    |            |
| Tilegen Maidos        | 10 juni 1993                 | Kazachstan    |            |
| Viktor Okischev       | 4 februari 1994              | Kazachstan    | Neo        |
| Yerlan Pernebekov     | 16 juni 1995 - 17 maart 2014 | Kazachstan    | Neo        |
| Dmitriy Rive          | 19 april 1995                | Kazachstan    | Neo        |
| Michele Scartezzini   | 10 januari 1992              | Italië        | Neo        |
| Roman Semjonov        | 23 januari 1993              | Kazachstan    |            |
| Sergey Shemyakin      | 31 augustus 1995             | Kazachstan    | Neo        |

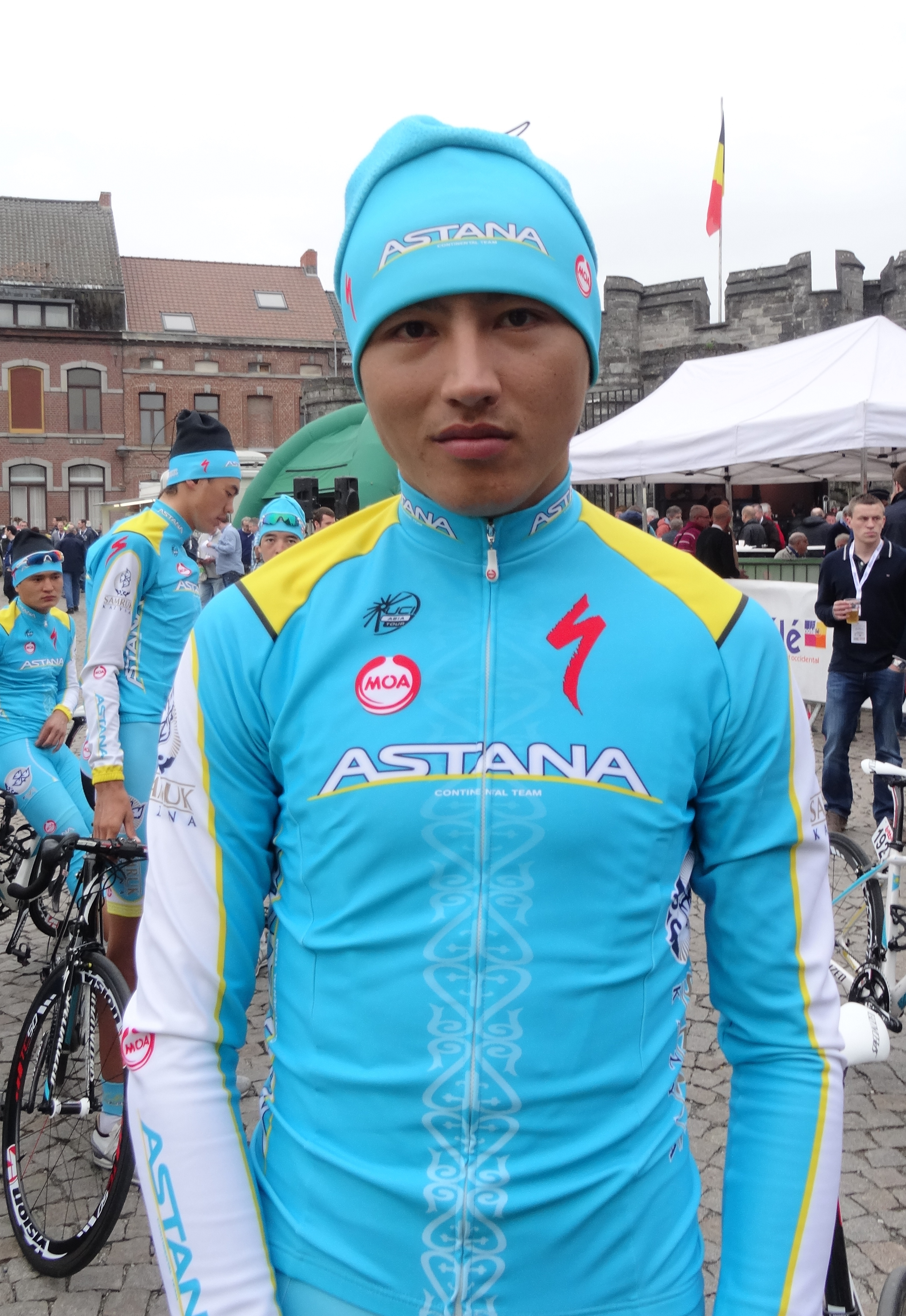
Maxat Ayazbayev.
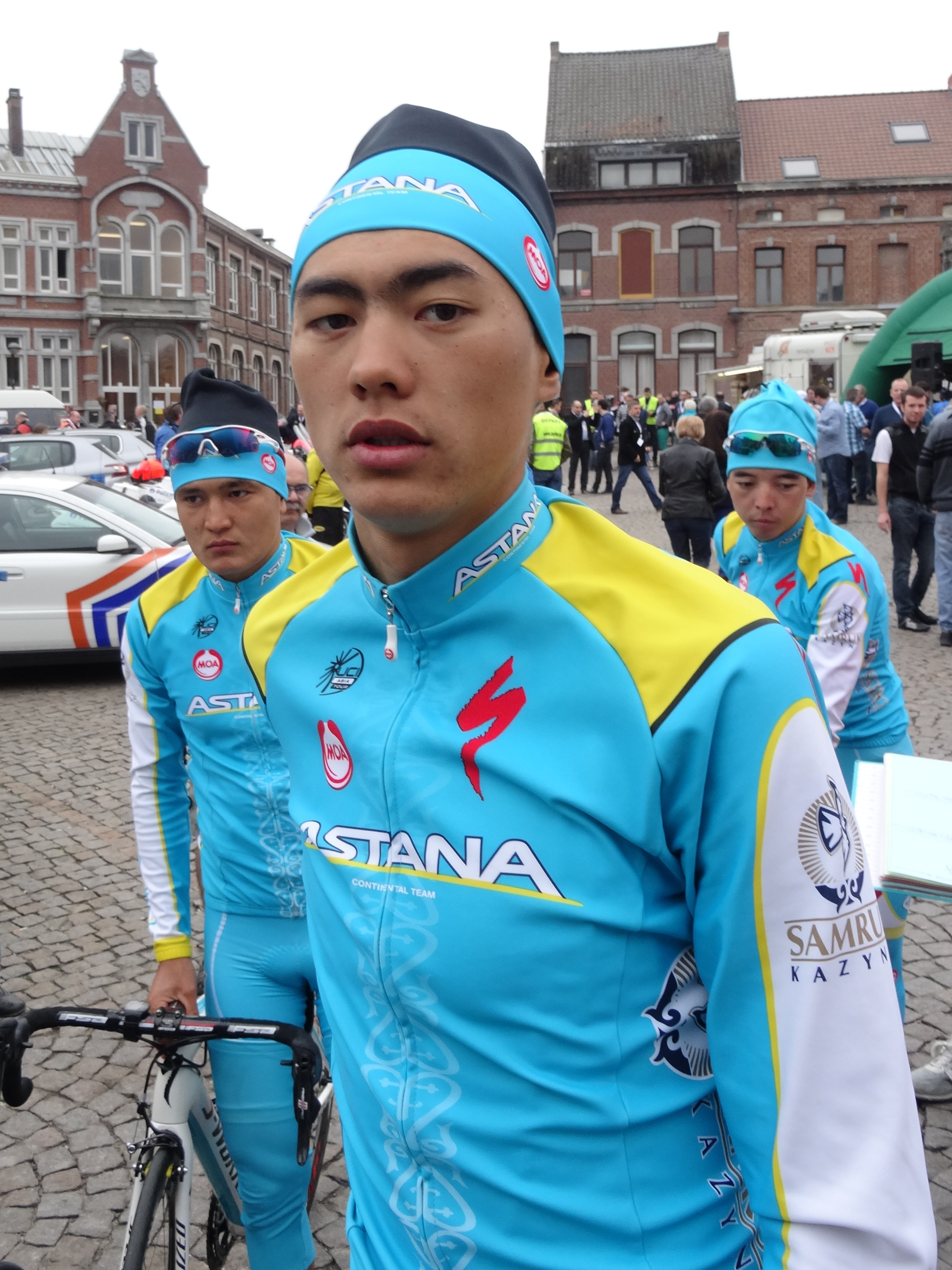
Zhandos Bizhigitov.
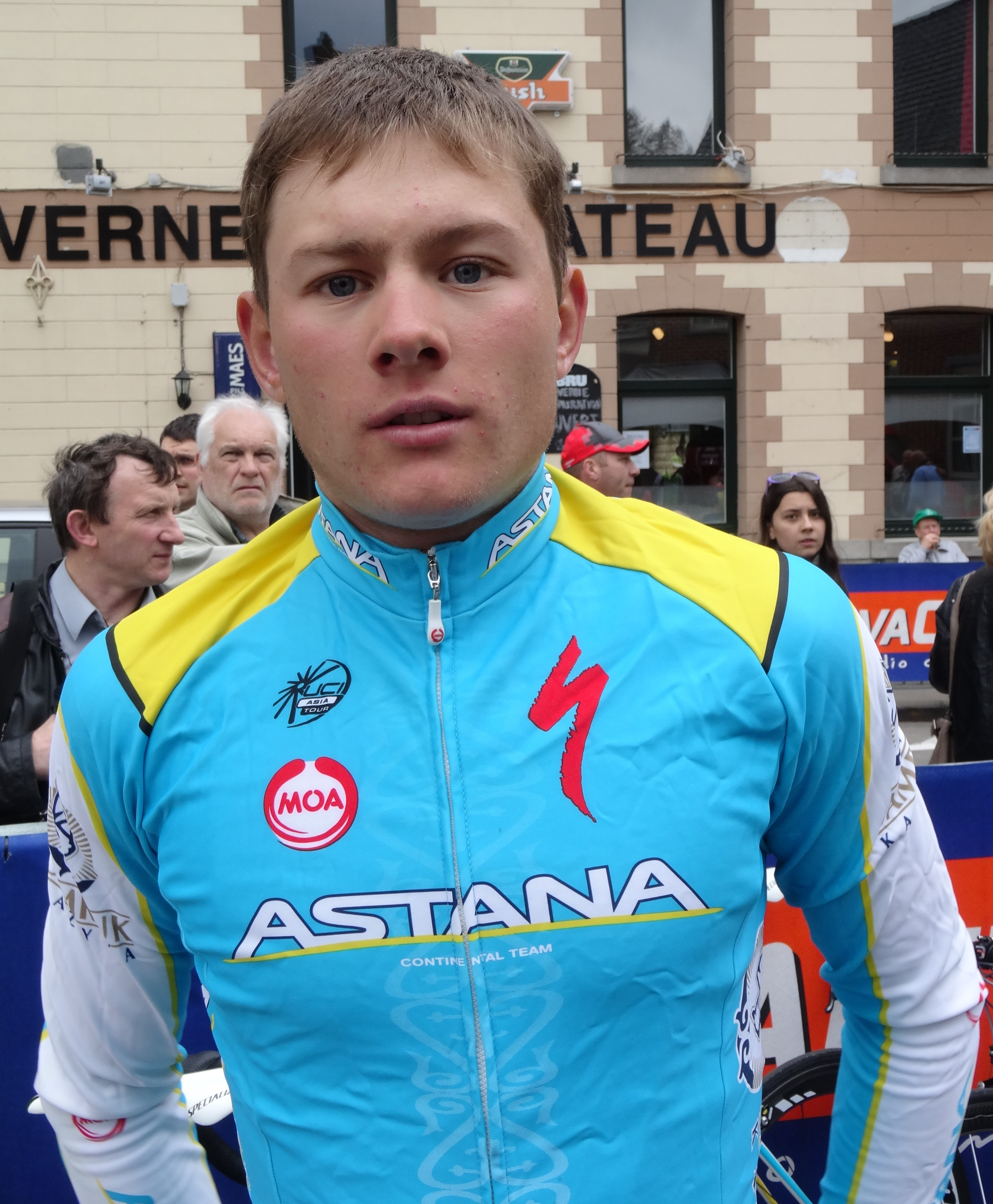
Viktor Okishev.
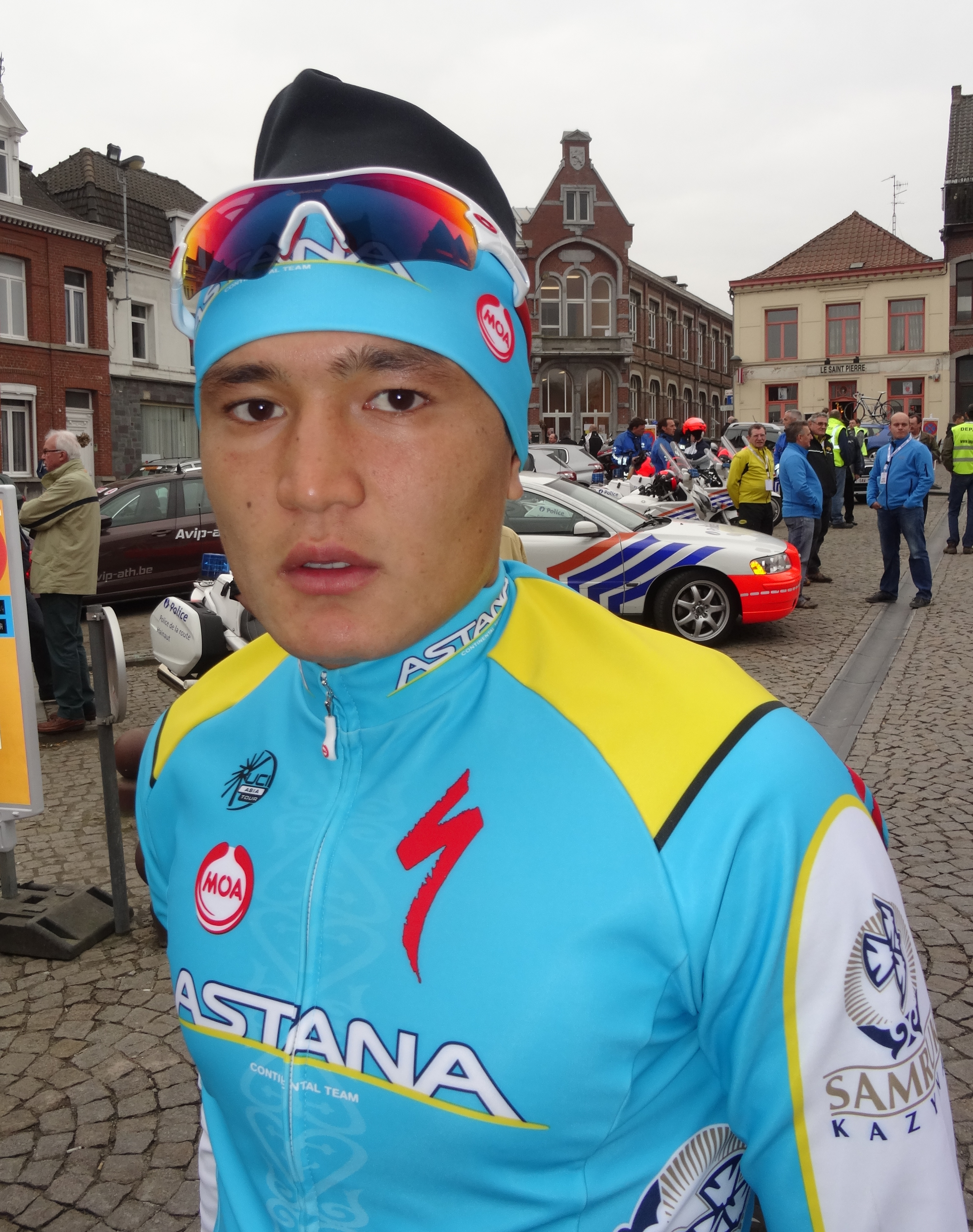
Nurbolat Kulimbetov.
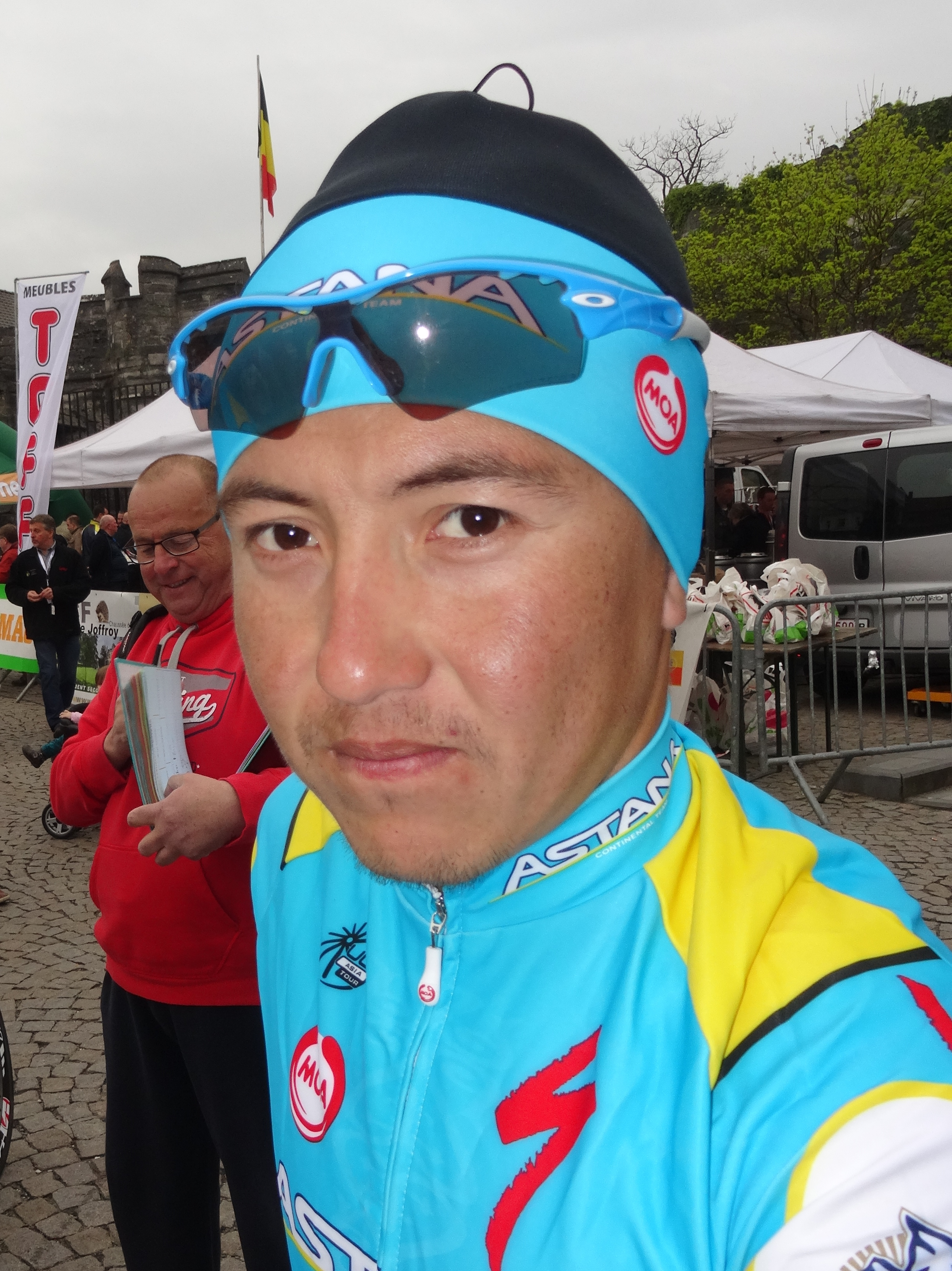
Abdraimzhan Ishanov.
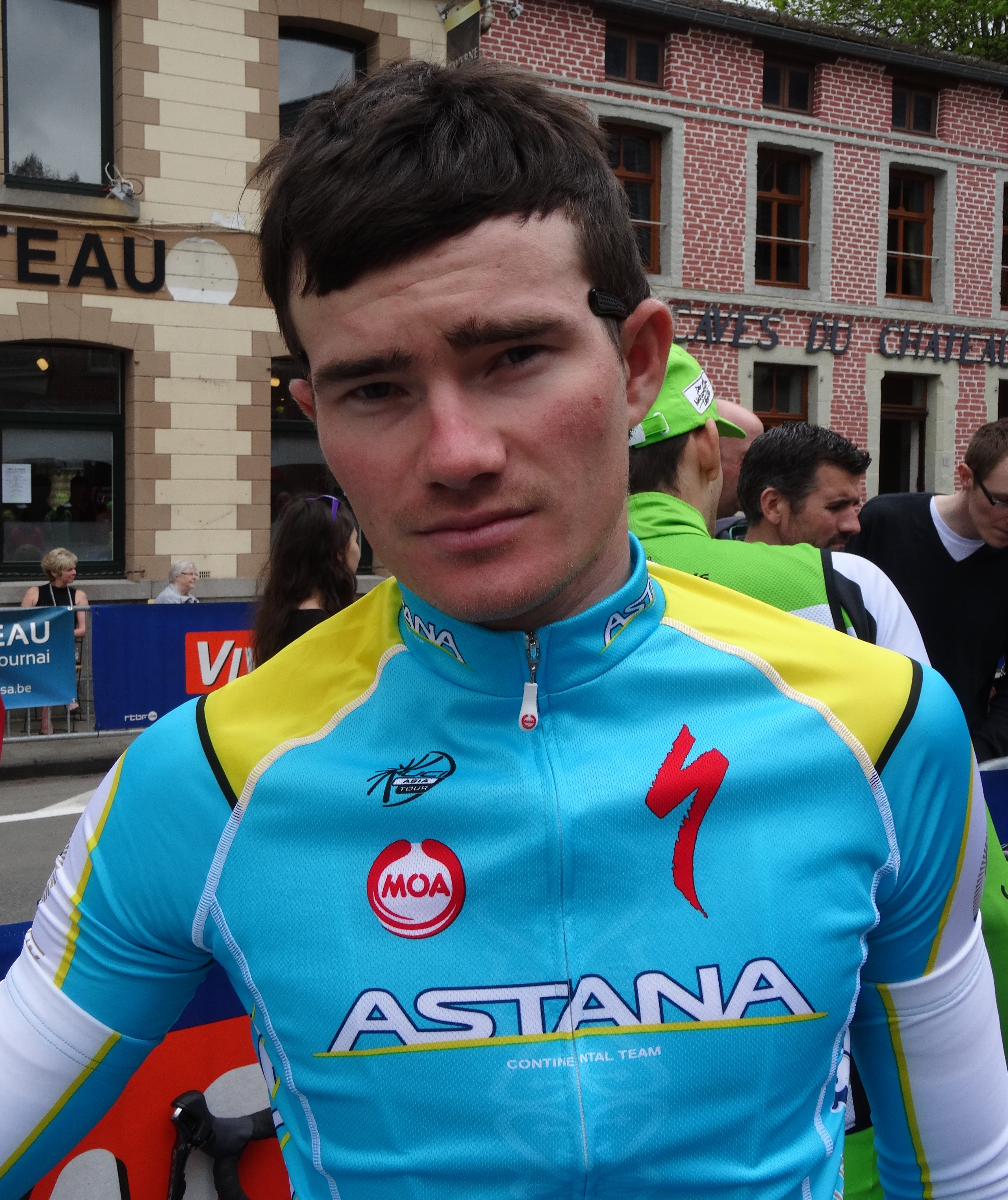
Vadim Galeyev.
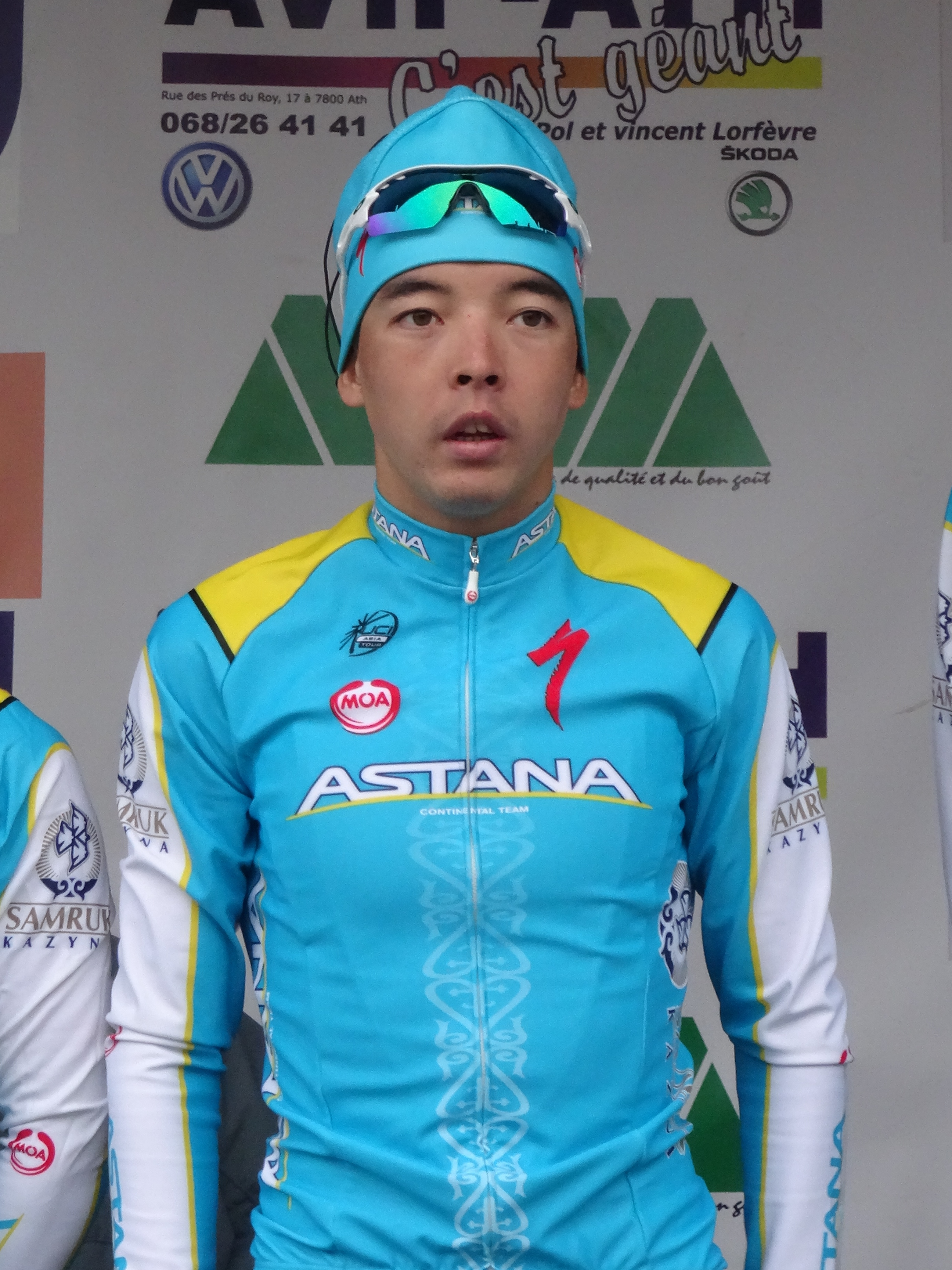
Bakhtiyar Kozhatayev.

### 2013
| Naam                                | Geboortedatum                       | Nationaliteit | Ploeg 2012 |
| ----------------------------------- | ----------------------------------- | ------------- | ---------- |
| Machat Ajasbajev                    | 27 januari 1992                     | Kazachstan    |            |
| Marco Benfatto                      | 6 januari 1988                      | Italië        | Neo        |
| Schandos Bischigitov                | 10 juni 1991                        | Kazachstan    | Neo        |
| Ilja Davidenok                      | 19 april 1992                       | Kazachstan    |            |
| Daniil Fominykh                     | 28 augustus 1991                    | Kazachstan    |            |
| Vladislav Gorbunov                  | 7 december 1991                     | Kazachstan    |            |
| Abdraimschan Ischanov               | 10 april 1990                       | Kazachstan    |            |
| Nasar Jumabekov                     | 1 maart 1987                        | Kazachstan    |            |
| Bachtijar Koschatajev               | 28 maart 1992                       | Kazachstan    | Neo        |
| Nurbolat Kulimbetov                 | 9 mei 1992                          | Kazachstan    |            |
| Tilegen Maidos                      | 10 juni 1993                        | Kazachstan    | Neo        |
| Jevgeni Nepomnjasjtsji              | 12 maart 1987                       | Kazachstan    | Astana     |
| Sergej Renev                        | 3 februari 1985                     | Kazachstan    | Astana     |
| Alexander Schuschemoin              | 26 februari 1987                    | Kazachstan    |            |
| Roman Semjonov                      | 23 januari 1993                     | Kazachstan    |            |
| Nikita Umerbekov                    | 14 september 1991                   | Kazachstan    |            |
| Stagiair                            | Stagiair                            | Nationaliteit | Ploeg 2012 |
| Artur Fedossejev (vanaf 1 augustus) | Artur Fedossejev (vanaf 1 augustus) | Kazachstan    | Neo        |
| Viktor Okischev (vanaf 1 augustus)  | Viktor Okischev (vanaf 1 augustus)  | Kazachstan    | Neo        |

## Overwinningen
| Naam                                         | Geboortedatum | Nationaliteit | Ploeg 2013          |
| -------------------------------------------- | ------------- | ------------- | ------------------- |
| 7e etappe Vuelta a la Independencia Nacional | 26 maart 2014 | 2.2.          | Nurbolat Kulimbetov |